# Buteba
Buteba es un subcondado del distrito de Busia. Está ubicado en la región Oriental de Uganda.

## Superficie
Posee una superficie de 58,11 kilómetros cuadrados.

## Población
Hasta 2020 presentaba una población de 32 600 habitantes, con una densidad de población de 561 habitantes por kilómetro cuadrado. De ellos 16 000 correspondían a hombres (49,1%) y 16 600 mujeres (50,9%).